# Волфсбург
Волфсбург (њем. Wolfsburg) град је у њемачкој савезној држави Доња Саксонија. Познат је као главно седиште аутомобилског произвођача Фолксваген групе.

## Географија
Град се налази на надморској висини од 63 метра. Налази се на реци Алер североисточно од Брауншвајгa. Површина општине износи 204,0 km². У самом граду је, према процјени из 2012. године, живјело 123.144 становника. Просјечна густина становништва износи 591 становника/km². Посједује регионалну шифру (AGS) 3103000, NUTS (DE913) и LOCODE (DE WOB) код.

## Међународна сарадња
| Мјесто        | Држава               | Врста сарадње | Од    |
| ------------- | -------------------- | ------------- | ----- |
|               | Француска            | партнерство   | 1963. |
|               | Пољска               | партнерство   | 1998. |
| Ђијадинг      | Кина                 | пријатељство  | 2007. |
| Чангчуен      | Кина                 | пријатељство  | 2004. |
| Тојохаши      | Јапан                | пријатељство  | 1998. |
| Сарајево      | Босна и Херцеговина  | пријатељство  | 1985. |
| Тољати        | Русија               | партнерство   | 1991. |
|               | Пољска               | пријатељство  | 1996. |
| Пезаро-Урбино | Италија              | партнерство   | 1975. |
| Лутон         | Уједињено Краљевство | партнерство   | 1950. |
| Извор         |                      |               |       |